# Бунвілл (Кентуккі)
Бунвілл (англ. Booneville) — місто (англ. city) в США, в окрузі Ауслі штату Кентуккі. Населення — 168 осіб (2020).

## Географія
Бунвілл розташований за координатами 37°28′25″ пн. ш. 83°40′57″ зх. д. / 37.47361° пн. ш. 83.68250° зх. д. (37.473510, -83.682494).  За даними Бюро перепису населення США в 2010 році місто мало площу 1,58 км², з яких 1,51 км² — суходіл та 0,07 км² — водойми. В 2017 році площа становила 3,27 км², з яких 3,19 км² — суходіл та 0,08 км² — водойми.

## Демографія
Згідно з переписом 2010 року, у місті мешкала 81 особа в 38 домогосподарствах у складі 24 родин. Густота населення становила 51 особа/км².  Було 47 помешкань (30/км²).
Расовий склад населення:
| - 100,0 % — білих |

До двох чи більше рас належало 0,0 %. Частка іспаномовних становила 0,0 % від усіх жителів.
За віковим діапазоном населення розподілялося таким чином: 6,2 % — особи молодші 18 років, 75,3 % — особи у віці 18—64 років, 18,5 % — особи у віці 65 років та старші. Медіана віку мешканця становила 52,5 року. На 100 осіб жіночої статі у місті припадало 76,1 чоловіків;  на 100 жінок у віці від 18 років та старших — 76,7 чоловіків також старших 18 років.
За межею бідності перебувало 43,9 % осіб, у тому числі 69,2 % дітей у віці до 18 років та 36,4 % осіб у віці 65 років та старших.
Цивільне працевлаштоване населення становило 23 особи. Основні галузі зайнятості: роздрібна торгівля — 43,5 %, освіта, охорона здоров'я та соціальна допомога — 21,7 %, оптова торгівля — 4,3 %.